# استان سیبیتوکه
استان سیبیتوکه (به لاتین: Cibitoke Province) یک منطقهٔ مسکونی در بوروندی است که در بوروندی واقع شده‌است. استان سیبیتوکه ۱٬۶۳۵٫۵۲ کیلومتر مربع مساحت و ۴۶۰٬۴۳۵ نفر جمعیت دارد.